# Ixia scillaris
Ixia scillaris  es una especie de planta fanerógama perteneciente a la familia de las iridáceas. 

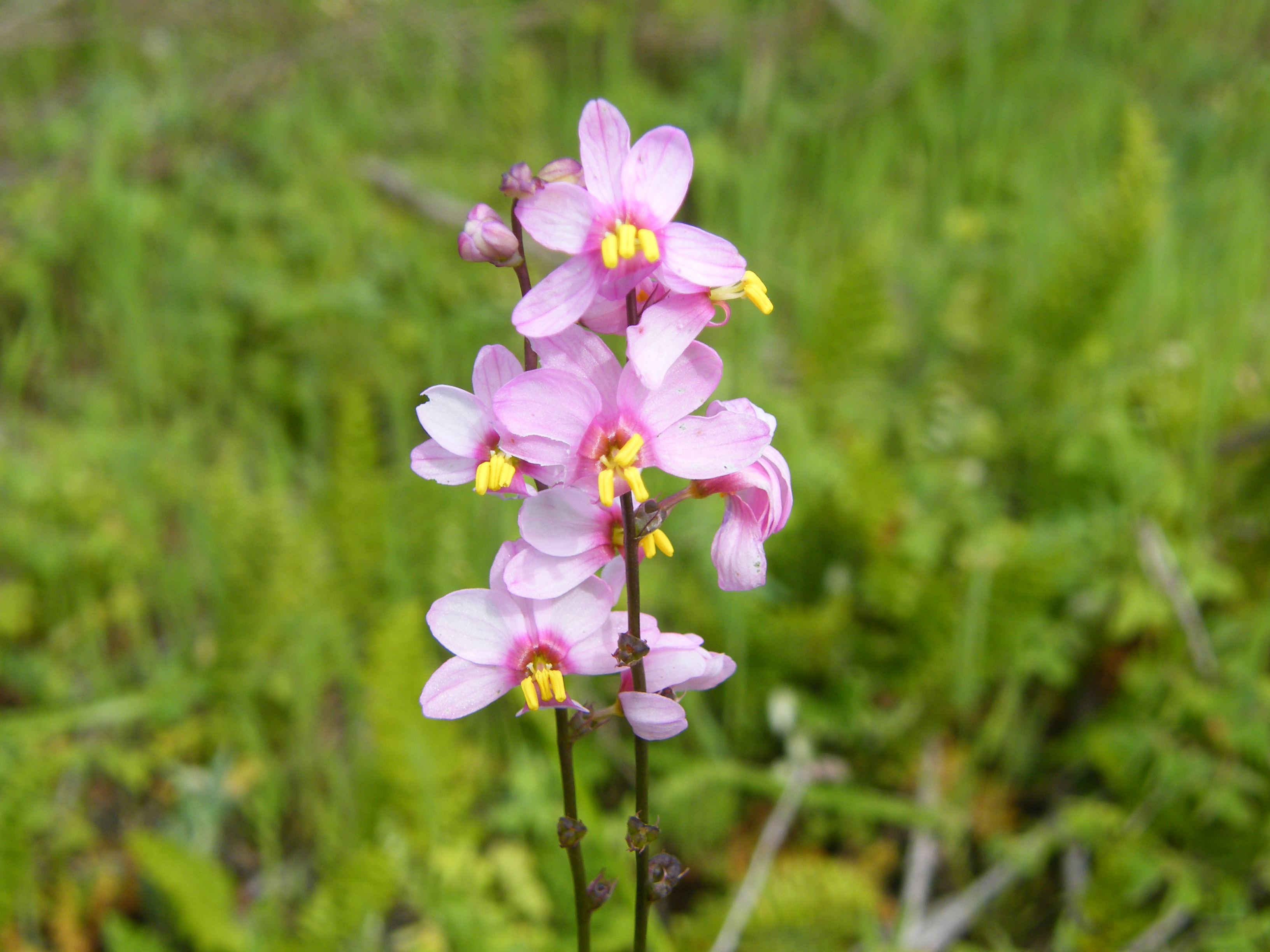
Flores

## Descripción
Ixia scillaris, es una planta herbácea perennifolia, geofita que alcanza un tamaño de 0.2 - 0.5  m de altura. Se encuentra a una altitud de 30 - 610 metros,  en Sudáfrica.
Ixia scillaris, crece en piedra de granito, arenisca y pisos de arcilla en el noroeste y suroeste de la Provincia del Cabo. Tiene las flores de color rosa, magenta, malva o blancas por lo general con un pequeño centro de color verdoso o rosado y estambres exertos con anteras divididas.

## Taxonomía
Ixia scillaris fue descrita por Carlos Linneo y publicado en Species Plantarum, Editio Secunda 52. 1762.
Etimología
Ixia: nombre genérico que deriva del griego: ἰξία (ixia) (= χαμαιλέων λευκός, (leukos chamaeleon)), el cardo de pino, Carlina gummifera, una planta no relacionada en las (margaritas) de la familia Asteraceae.
scillaris: epíteto
Sinonimia
- Agretta pentandra (L.f.) Eckl.
- Gladiolus burmanni Schrank
- Hesperantha pentandra Drège ex Baker
- Ixia pentandra L.f.
- Ixia polystachya var. incarnata Andrews
- Ixia reflexa Andrews
- Ixia rotata Ker Gawl.
- Tritonia stricta Eckl. ex Klatt
- Tritonixia scillaris (L.) Klatt[4][5]